# Aliud
Aliud es una localidad y también un municipio de la provincia de Soria, partido judicial de Soria, Comunidad Autónoma de Castilla y León, España. Pueblo de la Comarca de Campo de Gómara

## Toponimia

### 1.ª Versión
El topónimo deriva del árabe اليهود (al-yahūd), «los judíos».
Los colonos judíos se establecían allí donde había riqueza, siendo esta una zona de riqueza ganadera.
Más adelante, los judíos conversos tomaron apellidos nuevos que escondieran su origen judío (Díez, por ejemplo, es apellido reconocido como sefardita por el Gobierno español a la hora de posibilitar la obtención de la nacionalidad española), huyendo de la Inquisición, que tenía jurisdicción sobre los conversos, siendo que hubo pogromos en Castilla y en Aragón contra los propios judíos en el siglo anterior a la expulsión de los mismos de España en 1492.
Incluso después de 1492 hubo en Soria muchos judíos que regresaron allí donde vivían antes, cambiando su nombre, tal como el caso de Hernando Álvarez, que regresó convertido de Portugal, si bien no convencido, como reconoció Clara, como cristiana vieja de Gómara, ante el Tribunal de la Inquisición el 1 de septiembre de 1502. Ver 'Notas acerca de la expulsión de los judíos de la diócesis de Osma (Soria)', p.79.
Cabe suponer que en Aliud, de nombre musulmán, hubiera un buen número de judíos, de ahí que se le conociera por ese nombre. Una colonia judía en territorio cristiano-musulmán.
En la memoria de los actuales vecinos de Aliud no queda ni rastro de aquellos judíos de Aliud, cuyo nombre esconde su origen igual que los apellidos sefardíes de los conversos. 
Olvidado actualmente dicho origen por todos, traicionando la memoria de aquel pueblo judío de Aliud, sólo las piedras de las casas y las ruinas de sus edificios junto con los genes de sus descendientes masculinos (el 'gen judío' se ve en el cromosoma Y) darían fe de su vínculo sefardí.

### 2.ª Versión
El topónimo procede del árabe الحود (al-hûd)
Otra versión más moderna es la ofrecida por el arabista y miembro de la Real Academia de la Historia Elías Terés Sádaba en su obra “Antroponimia Hispanoárabe (Reflejada por las fuentes latino-romances)” donde se nos indica la posible procedencia del nombre en su punto 426:
Hûd: Nombre coránico, reflejado en las siguientes fuentes: XHA Çulemam Auenhut o Abenhut; VBA Abenfut, Abenhut; BC AbenCuth, Abenhut, CJ Abenhut, Auehut ES, MHE, MRFM Abenhut(h) o Abenut; TFCD Ybenfuc; Rml Abbenhut, abehenut; RV Abenhut; RM Abenhud, Aben Hud; PCG Abenhuth; CAXI Abenhuc
Toponimia: Torre de Behud, Puerta de Bahud, Camino de Benafut, Aliud, Arroyo de Valhuz, Vilavenut, Las Posa(da)s de Abenfut o Abenhut, Abenuz/x, Beneute.
En lo que se refiere al nombre coránico Hûd, es muy posible que haga referencia al profeta árabe que envió Dios a los aditas y que da nombre a multitud de familias musulmanas entre las que se encuentra la importante dinastía de los Banu Hud, reyes de la taifa de Zaragoza entre 1039 y 1110.
En un entorno rodeado de comunidades de clara raigambre musulmana como Albocabe, Almenar o Aragel resulta lógico pensar que Aliud sería una pequeña aldea, también musulmana, dedicada a labores de agricultura y ganadería bajo el influjo protector de algún núcleo poblacional con cierto potencial defensivo como Gómara, que disponía de importantes recursos militares. Contando con que la conquista de Soria por parte de los musulmanes fue en el año 715 se puede considerar la fundación de Aliud entre los siglos VIII y IX. Un exvoto celtíbero hallado en las cercanías del antiguo molino indica la existencia de alguna población o centro devocional prerromano en los alrededores. (s.II – s.I a. C.). Restos de terra sigillata indican también la presencia romana en la zona en los siglos I – IV d. C.

## Geografía

Término municipal.

Esta pequeña población del Campo de Gómara está ubicada en el centro de la provincia de Soria, al este de la capital en el valle del río Rituerto al sur de Almenar de Soria.

### Despoblados
La antigua villa de Albocabe, en estado ruinoso, pertenece en la actualidad al término de Aliud, al igual que el despoblado de Aragel.

### Comunicaciones
En el cruce de las carreteras locales SO-P-3004 que nos lleva de Cabrejas del Campo a Gómara y la SO-P-3121 de a Albocabe a Torralba de Arciel.

## Historia
Lugar que durante la Edad Media perteneció a la Comunidad de Villa y Tierra de Soria formando parte del Sexmo de Lubia.
A la caída del Antiguo Régimen la localidad se constituye en municipio constitucional, conocido entonces como Aliud y Albocabe en la región de Castilla la Vieja que en el censo de 1842 contaba con 54 hogares y 218 vecinos. Los habitantes de Aliud eran conocidos como "yeseros".
El municipio llegó a contar con una estación de ferrocarril perteneciente a la línea Santander-Mediterráneo, que estuvo operativa entre 1929 y 1985.

## Geografía humana

### Demografía
Cuenta con una población de 21 habitantes (INE 2024).
| Gráfica de evolución demográfica de Aliud entre 1842 y 2021 |
| |
| Población de derecho según los censos de población del INE Población de hecho según los censos de población del INEEn este censo se denominaba Aliud y Albocave: 1842 |

### Población por núcleos
| Núcleos  | Habitantes (2009) |
| -------- | ----------------- |
| Aliud    | 27                |
| Albocabe | 0                 |
| Aragel   | 0                 |

## Cultura

### Fiestas y costumbres
La fiesta tradicional es la del Rosario. No obstante, en verano se celebran fiestas también el último fin de semana de agosto.
El santo que hay en la ermita del conocido como "Cerro Santo" es San Cristóbal.
Cuenta con frontón para juegos y parque, así como edificio municipal para albergar a la corporación de tres concejales, consultorio médico y salas para actividades comunes.
El ayuntamiento también dispone de acceso a internet mediante WiFi gratuito para los vecinos del municipio.